# Freadelpha principalis
Freadelpha principalis là một loài bọ cánh cứng trong họ Cerambycidae.